# Odostomia sulcosa
Odostomia sulcosa is een slakkensoort uit de familie van de Pyramidellidae. De wetenschappelijke naam van de soort is voor het eerst geldig gepubliceerd in 1843 door Mighels.